# Tetrahydroboraat(III)

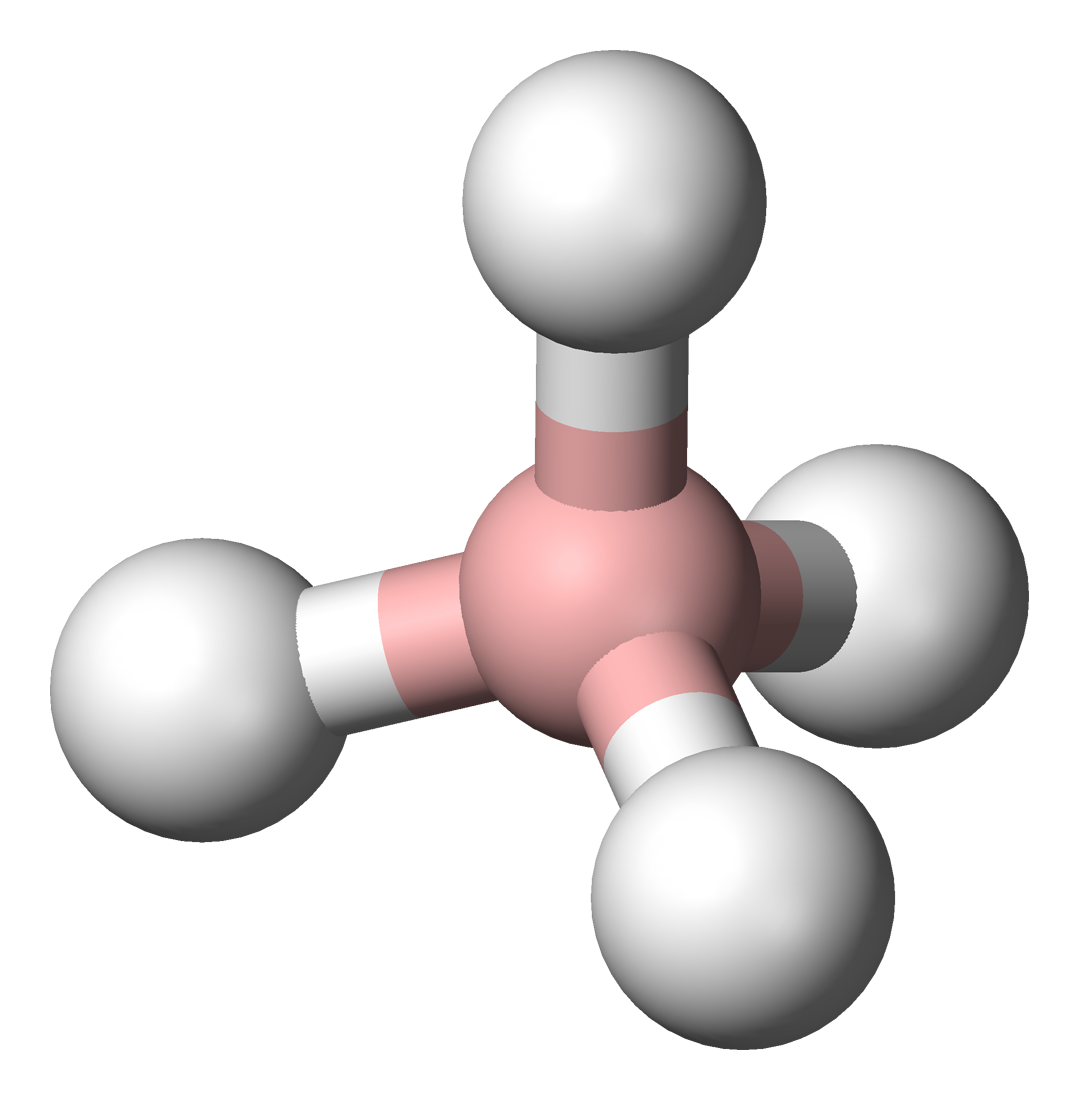
Molecuulmodel van het tetrahydroboraat(III)-anion

Een tetrahydroboraat(III) of simpelweg boorhydride is een anorganische verbinding van het eenwaardig negatieve ion van boor en waterstof. De brutoformule is BH4−. De benaming boorhydride wordt tevens gebruikt om cyanotrihydroboraten (BH3CN−) en tri-ethylboorhydriden (BHC6H15−) aan te duiden. De meeste boorhydriden zijn oplosbaar in water.
De meeste van deze verbindingen worden gebruikt als reducerend reagens in organische syntheses, al zijn ook een aantal voorbeelden in de anorganische analytische chemie bekend als de omzetting van verbindingen van vluchtige metalen in het vrije metaal ten behoeve van AAS-spectroscopie. Verder worden ze als ligand gebruikt bij de vorming van coördinatieverbindingen. In dat geval gedraagt het boorhydride zich als een bidentaat ligand.

## Voorbeelden
- Aluminiumboorhydride
- Lithiumboorhydride
- Lithiumtri-ethylboorhydride
- Natriumboorhydride
- Natriumcyanoboorhydride
- Kaliumboorhydride
- Uraniumboorhydride